# Narratividad
El concepto de narratividad surge de la teoría semiótica de corte estructural. La narratividad es un principio de articulación del sentido que se encuentra tanto en los relatos literarios como en sistemas significantes de diversa naturaleza, sean estos visuales, auditivos o proxémicos, entre otros.
La semiótica estudia la narratividad mediante el análisis de los componentes narrativos de los discursos que "no aprehende su objeto (el texto) más que a uno de sus niveles de organización, y estipula al mismo tiempo otros niveles de aprehensión con los cuáles éste se articula."
De esta manera, la narratividad se ubica en un estrato del texto y se articula con otros niveles de organización. Gracias a que la semiótica estructural se desarrolla como una teoría del sentido en el discurso, el componente de la narratividad logra reconocerse. La narrativización del discurso apoyo su dinámica "sobre el pasaje de un contenido 1 a un contenido 2, inversión del primero." Dicho pasaje se entiende como una transformación que sigue un orden, por esto la narratividad implica una sintaxis narrativa cuyo enunciado elemental se define "como la relación-función constitutiva de los actantes, sus términos resultantes.
Si tomamos la transitividad como vertimiento semántico mínimo de la relación-función, los actantes definidos por tal relación serían el sujeto y el objeto. Vertimientos semánticos complementarios (estaticidad vs. dinamicidad) permiten diferenciar dos funciones: la unión y la transformación, y dos formas canónicas de enunciados elementales: el enunciado de estado y el enunciado de hacer". Ciertamente, el nivel enuncivo es donde se despliegan los enunciados de estado y de hacer a cargo de un sujeto del hacer, mientras que en el nivel enunciativo se encuentra no los enunciados, sino la enunciación. Justo la perspectiva semiótica permite este discernimiento porque dicha disciplina está condicionada "por la idea de un sujeto fuerte, autónomo, responsable -que en el plano de lo enunciado se trata del sujeto del hacer y del estar, o, sobre el plano de la enunciación, del sujeto del decir." Interesa recalcar la diferencia de sujetos entre ambos planos porque cada uno requiere estrategias distintas, en lo enunciado para la búsqueda, en la enunciación para la comunicación.